# Plutonium(V)-fluorid
Plutonium(V)-fluorid ist eine chemische Verbindung bestehend aus den Elementen Plutonium und Fluor. Es besitzt die Formel PuF5 und gehört zur Stoffklasse der Fluoride. Die Verbindung besteht aus PuF5-Einheiten und bildet durch Fluorbrücken lineare Ketten.

## Darstellung
Durch Laserbestrahlung von Plutoniumhexafluorid bei einer Wellenlänge unterhalb von 520 nm erfolgt eine Zersetzung zu Plutonium(V)-fluorid und Fluor; bestrahlt man weiter, so erhält man Plutonium(IV)-fluorid.

## Sicherheitshinweise
Einstufungen nach der CLP-Verordnung liegen nicht vor, obwohl die chemische Giftigkeit bekannt ist. Wichtig sind die auf der Radioaktivität beruhenden Gefahren, sofern es sich um eine dafür relevante Stoffmenge handelt.